# Tour Michelet
O Tour Michelet é um arranha-céu de escritórios em Puteaux, em La Défense, o distrito comercial da área metropolitana de Paris.